# オボック
オボック（アラビア語: أوبوك、仏: Obock）は、ジブチの小さな港町。オボク、ウブクなどとも呼ばれる。アデン湾に開けたタジュラ湾の北岸に位置する。オボック州の州都でもある。人口は2024年国勢調査で20,152人。19世紀にフランスの東アフリカ植民地（フランス領ソマリランド）開拓の拠点となった町である。

## フランス租借地時代

### 背景
ナポレオン戦争後、海上の覇権を握ることに成功した大英帝国はスエズ運河の開通（1869年）を前にして、アデン（1839年）、ペリム島（1854年、ソコトラ島（1859年）など、紅海からバブ・エル・マンデブ海峡、アデン湾を経由してアラビア海に通じる航路上の要所を次々と押さえていた。フランスが東アフリカへの進出に興味を示したのは、エチオピアとの通商の将来性をアルベール・ロッシュがナポレオン3世に訴え、その注意を引くことに成功した1857年になってからのことである。

### オボック開拓
これを受けて在アデンフランス大使であったアンリ・ランベールがオボック港の獲得に乗り出すが、2年後に暗殺されて計画は頓挫する。フランスが再度この地域における拠点の確保に動いたのは、軍が1861年にコーチシナ方面への進出を開始してからであった。1862年3月11日、フランスの外相と地元アファル人首長との間で契約が結ばれ、オボックに初のフランス租借地が誕生する。契約額はおよそ1万ターラーであった。ところが、フランスはオボックをたった1人の現地人に守衛させるのみで実用化を進めず、依然としてアデン経由の貿易を行っていた。フランスがこの消極的な紅海政策の変更を余儀なくされたのは1880年代になってからである。フランス軍がトンキンへの侵攻を強めようとする中、清仏関係における中立を守るという名目でアデン港でのフランス船に対する給炭が拒否されるというできごとが1883年に起こる。また、マフディー戦争と前後して大英帝国はエジプト政府に深く関わるようになり、東アフリカにおいてフランスを含む列強との競合姿勢を強める。このころオボックに赴任した24歳の若き司令官レオンス・ラギャルドは現地の惨状を憂い、本国からの経済的支援強化を取り付けて植民地の改革を実行した。

### オボックからジブチへ

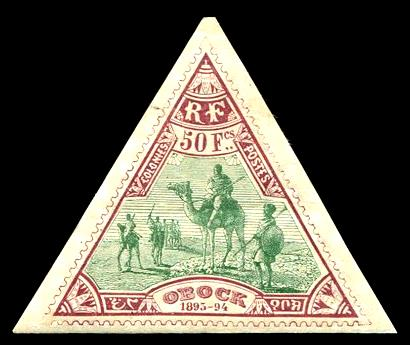
1894年に発行された切手

1884年から1888年にかけ、ラギャルドは後にエチオピア帝国の皇帝となるメネリク2世との関係を構築し、タジュラ湾に面したジブチの土地を獲得することに成功する。以降、地理的に不利な位置にあったオボックは次第にその役割をジブチに奪われ、1892年には完全に主要港の座をジブチに明け渡すこととなった。1888年、オボックの人口は2,000人にのぼったが、1896年にフランス領ソマリアが確立された当時の首都ジブチの人口はそれをはるかに上回る5,000人を数えた。

### その他
植民地時代、オボックでは独自に切手を発行していた。また、学校が1校運営されていた。

## 現在のオボック

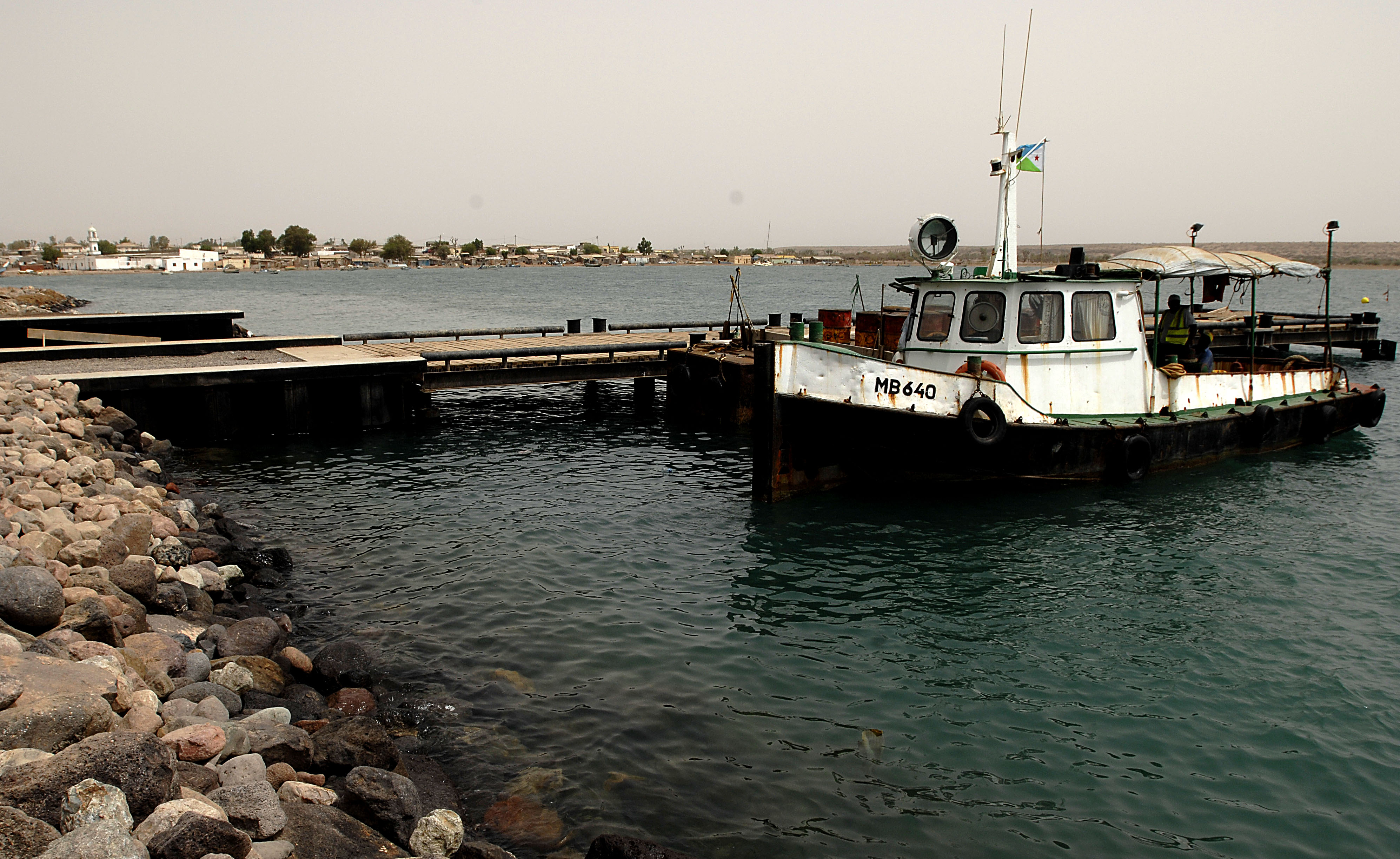
オボック港

2002年末には数千隻のアメリカ艦船がイラク侵攻のためオボック港に寄港した。また、オボック空港が設置され、ジブチ市との間にはフェリーが数隻往復している。近隣にはマングローブ林が生育している。